# Mitsudomoe
Mitsudomoe (jap. みつどもえ; dosłownie: trzy sposoby walki) – manga autorstwa Norio Sakurai publikowana od 9 marca 2006 do 12 sierpnia 2017 roku pierwotnie w czasopiśmie „Shūkan Shōnen Champion” a następnie w „Bessatsu Shōnen Champion” wydawnictwa Akita Shoten. 
Na jej podstawie powstały dwie serie anime. Zostało wyreżyserowane przez Masahiko Ōtę i emitowane od 2 lipca do 26 września 2010 roku. Od 9 stycznia do 28 lutego 2011 roku emitowano kontynuację serii pod tytułem Mitsudomoe Zōryōchū! (jap. みつどもえ 増量中！).

## Fabuła
Satoshi Yabe rozpoczyna swoją pracę jako nauczyciel w szkole podstawowej Kamohashi w mieście Ageo. Zostaje wychowawcą klasy 6-3, do której należą trojaczki Marui: Mitsuba, Futaba i Hitoha. Dziewczęta te przysparzają mnóstwo problemów: między innymi znęcają się nad swoim nauczycielem, próbują zeswatać go ze szkolną pielęgniarką Aiko Kuriyamą. Reszta klasy również jest dziwaczna. Humor serii opiera się głównie na komizmie postaci oraz licznych nieporozumieniach. Mimo że bohaterami są uczniowie szkoły podstawowej, humor jest często lekko erotyczny.

## Bohaterowie

### Rodzina Marui
- Mitsuba Marui (jap. 丸井 みつば Marui Mitsuba) – najstarsza z trojaczek. Uczęszcza do szkoły Kamohashi z przeświadczeniem, że jest tam najpopularniejszą i bardzo szanowaną uczennicą. Lubi znęcać się nad innymi uczniami oraz wychowawcą.
- Futaba Marui (jap. 丸井 ふたば Marui Futaba) – średnia z sióstr Marui. Jest najmniej inteligentny], ale za to najsilniejszym uczniem w klasie. Jest też bardzo uzdolniona artystycznie. To zachowująca się dziecinnie radosna chłopczyca, która chce pomagać innym, jednak często doprowadza to do nieporozumień. Lubi sporty i sztuki walki. Nie nosi butów i naśladuje japońskich wojowników oraz bohaterów man shōnen. Osobliwością Futaby jest to, że zdaje się mieć obsesję na punkcie kobiecych piersi.
- Hitoha Marui (jap. 丸井 ひとは Marui Hitoha) – najmłodsza z trzech sióstr Marui. Jest bardziej dojrzała od swoich sióstr, jednak bardzo wstydliwa. Wielu uczniów boi się jej przez jej obojętne i chłodne nastawienie do otoczenia. Prawie przedstawiona jest z książką, za którą chowa magazyny erotyczne. Mimo mrocznej natury i wyglądu podobają się jej rzeczy w stylu kawaii, jest też fanką serialu Honki Sentai Gachirenjā (jap. 本気戦隊ガチレンジャー), który jest parodią gatunku Super Sentai.
- Sōjirō Marui (jap. 丸井 草次郎 Marui Sōjirō) – ojciec trojaczek Marui. Przez swój wygląd jest zazwyczaj przez innych dorosłych uznawany za pedofila, jednak taki sam błąd popełnia pan Marui spotykając Satoshiego Yabę.

### Klasa 6-3
- Cycek (jap. チクビ Chikubi) – chomik Satoshiego Yaby, który stał się chomikiem klasowym. Został nazwany Stutek ponieważ według klasy 6-3 jego ogon wygląda jak sutek.
- Miku Sugisaki (jap. 杉崎 みく Sugisaki Miku) – bogata uczennica nienawidząca Mitsubę.
- Shin'ya Satō (jap. 佐藤 信也 Satō Shin'ya) – popularny w członek szkolnej drużyny piłkarskiej. Jest dawnym kolegą Futaby, czego zazdroszczą jej trzy uczennice z ich klasy, które założyły Klub Beznadziejnie Zakochanych w Satō.
- Klub Beznadziejnie Zakochanych w Satō (jap. 佐藤くんが好きでしょうがない隊 Satō-kun ga suki de shōganai tai) – trójka miłośniczek Shin'yi Satō. Członkinie klubu to:
  - Airi Ogata (jap. 緒方 愛梨 Ogata Airi), zdrobniale Oga-chin (jap. おがちん)
  - Shiroi Itō (jap. 伊藤 詩織 Itō Shiori)
  - Mayumi Katō (jap. 加藤 真由美 Katō Mayumi)
- Yūdai Chiba (jap. 千葉 雄大 Chiba Yūdai) – przyjaciel Shin'yi Satō. Nosi czapkę z liczbą 69, koszulkę z angielskim słowem erection (erekcja) oraz bluzę z literą H.
- Sakiko Matsuoka (jap. 松岡 咲子 Matsuoka Sakiko) – dziewczyna mająca obsesję na punkcie duchów i okultyzmu.

### Pracownicy szkoły
- Satoshi Yabe (jap. 矢部 智 Yabe Satoshi) – wychowawca klasy 6-3. Jak na dorosłego zachowuje się dość dziecinnie. Podobnie jak Hitoha jest fanem serialu Honki Sentai Gachirenjā. Klasa zwraca się na swojego wychowawcy wymyślonym przez Mitsubę przezwiskiem Yabetchi (jap. 矢部っち).
- Aiko Kuriyama (jap. 栗山 愛子 Kuriyama Aiko) – niezdarna pielęgniarka w szkole Kamohashi. Staje się jeszcze bardziej niezdarna, gdy nie ma na nosie swoich okularów. Pielęgniarka jest przez innych nazywana Kuriyamatchi (jap. 栗山っち).
- Noda (jap. 野田) – dyrektor szkoły Kamahoshi.